# U Sports
U Sports, marknadsfört som U SPORTS, tidigare Canadian Intercollegiate Athletic Union (franska: Union sportive intercollégiale canadienne); Canadian Interuniversity Athletics Union (franska: Union sportive interuniversitaire canadienne) och Canadian Interuniversity Sport (franska: Sport interuniversitaire canadien), är ett kanadensiskt idrottsförbund som arrangerar sport på universitetsnivå i Kanada. Idrottsförbundet hade i juli 2020 56 utbildningsinstitutioner som medlemmar.

## Historik
Idrottsförbundet grundades den 15 oktober 1961 som Canadian Intercollegiate Athletic Union (CIAU). År 1978 blev damidrottsförbundet Canadian Women's Interuniversity Athletic Union (CWIAU) fusionerad med CIAU och idrottsförbundet fick senare skede namnet Canadian Interuniversity Athletics Union (CIAU). I juni 2001 beslutade CIAU att byta namn till Canadian Interuniversity Sport (CIS) medan den 20 oktober 2016 fick idrottsförbundet sitt nuvarande namn.

## Sporter
U Sports arrangerar mästerskap i följande sporter:
| - Basket (herrar/damer) - Brottning (herrar/damer) - Curling (herrar/damer) - Fotboll (herrar/damer) - Friidrott (herrar/damer) - Ishockey (herrar/damer) | - Kanadensisk fotboll (herrar) - Landhockey (damer) - Rugby (damer) - Simning (herrar/damer) - Terränglöpning (herrar/damer) - Volleyboll (herrar/damer) |

## Medlemmar
Medlemmarna delas ofta upp i fyra konferenser: Atlantic University Sport, Canada West, Ontario University Athletics och Réseau du sport étudiant du Québec enligt nedanstående uppdelning.
| Atlantic University Sport (AUS) - Acadia University - Cape Breton University - Dalhousie University - Memorial University of Newfoundland - Mount Allison University - Saint Mary's University - St. Francis Xavier University - St. Thomas University - Université de Moncton - University of New Brunswick - University of Prince Edward Island | Canada West (CW) - Brandon University - MacEwan University - Mount Royal University - Thompson Rivers University - Trinity Western University - University of Alberta - University of British Columbia - University of British Columbia Okanagan - University of Calgary - University of the Fraser Valley - University of Lethbridge - University of Manitoba - University of Northern British Columbia - University of Regina - University of Saskatchewan - University of Victoria - University of Winnipeg | Ontario University Athletics (OUA) - Algoma University - Brock University - Carleton University - Lakehead University - Laurentian University - McMaster University - Nipissing University - Ontario Tech University - Queen's University - Royal Military College of Canada - Trent University - Toronto Metropolitan University - University of Guelph - University of Ottawa - University of Toronto - University of Waterloo - University of Western Ontario - University of Windsor - Wilfrid Laurier University - York University | Réseau du sport étudiant du Québec (RSEQ) - Bishop's University - Concordia University - McGill University - Université Laval - Université de Montréal - Université du Québec à Montréal - Université du Québec à Trois-Rivières - Université de Sherbrooke |

Källa: 